# Núria Villazán Martín
Núria Villazán Martín (Barcelona, 1968) es una guionista y directora de cine española, reconocida por el documental Mones com la Becky que coescribió y codirigió con Joaquín Jordá en 1999.

## Trayectoria
Estudió Filosofía en la Universidad de Barcelona. Simultáneamente cursó la especialidad en Realización en el IORTV (Instituto Oficial de Radio y Televisión española).En 1995 se graduó en la especialidad de Guion en la Escuela Internacional de Cine y Televisión de San Antonio de los Baños (Cuba). En 1996 empieza a trabajar como script de cine y televisión, labor que continúa desempeñando en la actualidad. Su primer trabajo como script fue en la película dirigida por Joaquín Jordá Un cos al bosc (1996), donde se inició una colaboración con el director que la llevaría a coescribir Cuarteto ―un proyecto no realizado a dirigir por Jordi Cadena en 1998― y basado la novela corta del mismo título de Manolo Vázquez Montalbán y codirigir su primer documental Mones com la Becky en 1999. En la colaboración con Joaquín Jordá también destacan los guiones de la miniserie para TV3 Andorra, Entre el Torb i la Gestapo dirigida por Lluís M. Güell y el largometraje Carmen, dirigido por Vicente Aranda. En 2002 dirigió el largometraje Machín, toda una vida.
A partir de ese momento se especializó como guionista de cine y televisión en películas como Un novio para Yasmina (coescrita con Irene Cardona, 2008), Jacques Leonard, el payo Chac (2011), La por (coescrita con Jordi Cadena Casanovas a partir de la novela de Lolita Bosch, 2013)  o Juan Marsé: érase una vez en Barcelona (coescrito con Carlos Zanón, 2009). Además trabajó como script en otras películas como Inconscientes (2003), Tapas (2005), Eloïse (2008), Elisa K. (2009), Ahora o Nunca (2014), Vulcania (2015), Barcelona nit d’hivern (2015) o Incerta Glòria (2016), Tvmovies como La dona de gel (2003),  Ens veiem demà (2009), 13 dies d’octubre (2015) y series como Abuela de Verano (2005), Carta a Eva (2013), Em dic Manel! (2016) o Se quién eres (2017).
Mones com la Becky es su película más conocida hasta la fecha. Fue estrenada el 19 de noviembre de 1999 y recaudó 35.928,96 €. En su crítica publicada en la revista Variety en 2000, Jonathan Holland destacaba este documental como "una memorable exploración de la vida y la obra del hombre de la medicina (António Egas Moniz) que puso de moda la lobotomía".

## Premios
- Premio de la crítica a la mejor película en el Festival de Cine de Sitges de 1999 por Monos como Becky, codirigido junto a Joaquín Jorda.[7]
- Premio al mejor documental en el Festival de Cine Independiente de Roma de 2003 por Machín, toda una vida.
- Nominación al Premio Gaudí por mejor guion por La por (Jordi Cadena Casanovas, 2013).[8]